# Болтишка
Бо́лтишка — село в Україні, у Божедарівській селищній громаді Кам'янського району Дніпропетровської області. Колишній центр Болтишківської сільської ради. Населення — 536 мешканців.

## Назва
Існує декілька версій походження назви села. Перша з них засвідчена в архівних документах, де говориться про те, що Болтишка була заснована переселенцями з Київської губернії, які зберегли назву своєї Батьківщини. Наступна розповідає про панночку, що жила у маєтку на березі ставка. Жінка полюбляла купатись у ставку, але плавати не вміла тому, перехожі говорили, що панночка бовтається у воді. Проїжджі, які часто чули про неї, дали назву селу Болтишка (від слова бовтатися, бультихатися). Третя версія дещо схожа з другою. Панночка мала на ставку альтанку, що стояла на невеликому насипі землі посеред водойми. У цій альтанці пані зустрічалася зі своїм коханцем, але одного разу їх підстерегла охорона і чоловік панночки наказав втопити обох. Вони бовтались(бультихались) у воді, аби врятуватись, але все одно загинули.
Як виявилось, панночка справді існувала. В архівних документах згадується панна Любов Гаврилівна Бєловенець, яка мала власний маєток та кріпаків на березі ставка у селі Болтишка, але була змушена емігрувати у Сербію через повалення царського режиму. Після цього у селі було встановлено радянську владу під головуванням Ражди Василя Микитовича. У 2016 році село Болтишка увійшло до складу Божедарівської ОТГ.

## Географія
Село Болтишка розташоване в центральній частині області вздовж течії річки Базавлук, в основному на лівому березі. Через село проходить автомобільна дорога Т 0433.
Сусідні села: Олександрівка (на північному сході), Малософіївка (на півдні).
На захід від села у балці Калиновій є Болтиське родовище граніту, придатного для виробництва облицювальних блоків.

## Історія
Болтишка заснована у першій половині 19 століття.
В період радянської влади у Болтишці була розміщена центральна садиба колгоспу ім. Ватутіна, який займався землеробством та м'ясо-молочним тваринництвом.
Село Болтишка розкинулось на мальовничих берегах річки Базавлук. Його історія тягнеться ще з далекого 1848 року, коли пан Манвелов Василь Микитович заснував село Миколаївка, яке пізніше було об'єднано з Болтишкою та Єрестовкою.

## Сучасність
У Болтишці діє декілька дрібних сільськогосподарських підприємств.
Також працюють ліцей, дитячий садок, ФАП, бібліотека, будинок культури.

## Населення

### Мова
Розподіл населення за рідною мовою за даними перепису 2001 року:
| Мова            | Кількість | Відсоток |
| --------------- | --------- | -------- |
| українська      | 499       | 93.10%   |
| російська       | 22        | 4.09%    |
| вірменська      | 13        | 2.43%    |
| білоруська      | 1         | 0.19%    |
| інші/не вказали | 1         | 0.19%    |
| Усього          | 536       | 100%     |